# Metrodoro (generale)
Metrodoro (in greco antico: Μητρόδωρος?, Mētródōros; fl. III secolo a.C.) è stato un generale macedone antico.

## Biografia
Metrodoro era uno dei generali macedoni di re Filippo V, che prese parte alla guerra di Creta.
Nel 202 a.C., di ritorno dalla sua incursione in Tracia, Filippo V si fermò presso l'isola di Taso con lo scopo di conquistarla. Metrodoro fu inviato come emissario nella principale città dell'isola per incontrare gli emissari, i quali dissero che avrebbero consegnato la città ai Macedoni di re Filippo V solo a condizione di non ricevere un presidio, di non pagare tributi, di non dover contribuire con dei soldati all'esercito macedone e di continuare ad utilizzare le proprie leggi.
Metrodoro rispose che il re accettava tali termini e i cittadini aprirono le loro porte ai macedoni. Una volta all'interno delle mura, invece, Filippo ordinò ai suoi soldati di ridurre in schiavitù tutti i cittadini, che vennero poi venduti ed inviati in località distanti, e di saccheggiare la città.
Successivamente da un frammento di Polibio risulta che Metrodoro suscitò il dispiacere di Filippo, ma il motivo e l'occasione ci sono ignoti.
Inoltre probabilmente è lo stesso Metrodoro che viene citato da Polibio come ambasciatore di Perseo presso Rodi nel 168 a.C..